# 橡皮头
《橡皮头》（英語：Eraserhead）是一部1977年的美国超现实主义肉体恐怖电影，由大卫·林奇自编自导并担任制片人，是一部黑白片，也是林奇的第一部长片电影，他在此以前只制作过几部短片。本片的制作得到了美国影艺协会的协助，当时导演正在那里学习。电影的主要演员包括杰克·南斯、夏洛特·斯图尔特、珍妮·贝茨、朱迪思·安娜·罗伯茨（Judith Anna Roberts）、劳雷尔·尼尔（Laurel Near）和杰克·菲斯克（Jack Fisk），讲述一位名叫亨利·斯宾塞的男子留在一片荒凉的工业世界中照顾自己严重畸形孩子的故事。斯宾塞在整部电影中经历了各种梦境和幻觉，其中既有自己的孩子，还有一个散热器中的女人。
由于融资困难，《橡皮头》的主体拍摄持续了数年时间，靠着杰克·菲斯克和夫人茜茜·斯派塞克的捐助才没有半途而废。影片取景自美国影艺协会在加利福尼亚州拥有的几处地点，其中包括灰石城堡和林奇生活的废弃马厩。林奇和音效设计师阿兰·斯普里特（Alan Splet）在工作室经隔音处理后花了一年时间处理电影的音效。影片的配乐中包含胖子华勒创作的管风琴音乐和彼得·艾弗斯专为电影创作的歌曲《在天堂》。
《橡皮头》起初的观众数量很少，之后通过多年的午夜场次放映取得了知名度。电影上映后获得了良好评价，评论将其中超现实主义的意象和性的暗流视为关键性主题元素，错综复杂的音效设计成为技术亮点。对电影进行的主题分析中也强调了这些方面，并详细阐述了斯宾塞的宿命论和不活跃性。2004年，本片由美国国会图书馆列入国家电影登记部下属的国家电影登记表保护电影名单。

## 剧情
一个不明星球中有人（杰克·菲斯克饰）正在自己位于空中的房子里操纵控制杆，然后亨利·斯宾塞（杰克·南斯饰）的头部飘浮到天空中，一只外形像精子的生物从斯宾塞的嘴里钻了进去。
斯宾塞在一个工业城市的道路上走路回家，手里拿了些杂物。他在公寓外停了下来，大厅对面的美丽姑娘（朱迪思·安娜·罗伯茨饰）说斯宾塞的女友玛丽（Mary X，夏洛特·斯图尔特饰）邀请他与自己家人共进晚餐。斯宾塞把手上的东西放在公寓里，那里面装的都是成堆的灰尘和死去的植物。晚上，斯宾塞来到玛丽的家，他与女友母亲（珍妮·贝茨饰）的交谈非常尴尬。玛丽的父亲（艾伦·约瑟夫饰）在饭桌上很健谈，他邀请斯宾塞一起分掉一只自己“做”的鸡，结果这只鸡突然不停地在盘子上翻腾，血也不断地涌出来。晚饭过后，玛丽的母亲找上斯宾塞并且试图要亲吻他，她说女儿怀了他的孩子，两人必须结婚。但玛丽并不确定自己是不是怀了孩子。
玛丽住进斯宾塞的单居室公寓，两人开始抚养孩子，这个婴儿看起来奇形怪状，面孔有些像蛇，完全不是正常的人形，倒更像电影开头时那只类似精子的生物。同时孩子什么都不吃，哭声也从不止歇，令人难以忍受。玛丽让哭声逼得歇斯底里，为此她离开了斯宾塞和孩子。斯宾塞试着照顾这个婴儿，发现孩子呼吸都很困难，还长出了剧痛的疮。
斯宾塞开始产生幻觉，他一再看到不明星球中的人和散热器中的女人（劳雷尔·尼尔饰），这个女人在向他唱歌，同时脚下用力踩踏一个看起来和斯宾塞的孩子很像，只是尺寸上小了很多倍的物体。斯宾塞与大厅对面的美丽姑娘发生了性关系，然后开始产生新的幻觉，他看到自己的头掉了下来，里面露出的残端看起来就像自己孩子的脸。斯宾塞的头从天下掉到大街上并且破开，一个男孩捡到后把头带到铅笔工厂，用来制作橡皮擦。
斯宾塞试图要追求大厅对面的美丽姑娘，但她已经开始带别的男人回家。愤怒的斯宾塞回到家，孩子仍然哭个不停。他拿起一把剪刀，剪开了孩子的襁褓。这时镜头上可以看到这个孩子竟然没有皮肤，内脏都是由襁褓绑在一起，所以包裹拆开后内脏也四下散开。孩子因疼痛而喘息，斯宾器用剪刀将其内脏一个个剪掉。伤口中涌出的粘稠液体把孩子包裹起来。房里的电能出现过载，导致灯光不断闪烁，并且孩子也在这一过程中不断长大，最后成为一个巨大的个体。等到灯泡完全烧毁时，孩子的头部已由片头时的不明星球取代。接下来再看到斯宾塞时，他的形象出现在一片橡皮状的滚滚云层中。不明星球的一侧突然爆开，里面可以看到不明星球中的人在拼命操纵控制杠，并且控制杠中还不断闪出火花。散热器中的女人热情拥抱斯宾塞，两人都逐渐融入越来越强的白光和白噪声，电影到此结束。

## 制作

### 前期制作
编剧兼导演大卫·林奇曾学习过作画，他制作了多部短片来把自己的画作动画化:192-196。但到了1970年，24岁的林奇却把关注重点转移到了电影制作上，并接受了美国影艺协会高级电影研究中心的奖学金。他不喜欢这门课程，一度考虑退出，但因获得自行设计并编撰剧本的机会而改变了主意。他获准利用学校的整个校园作为电影的外景地，把这里的废弃马厩改造成一系列外景点，并且直接住了进去:27。此外，属美国影艺协会所有的灰石城堡（Greystone Mansion）也是片中多个镜头的外界地。
林奇起初编写的剧本名为《花园后背》（Gardenback），源于他的画作，描述一个驼背人的背上有植物长出来。《花园后背》是一个有关通奸的超现实主义剧本，其中一只不断生长的虫子就代表着一名男子对邻居的情欲。这个剧本拍出的电影长度约为45分钟，美国影艺协会认为对于一部以隐喻为基本构成的非线性剧本来说实在太长:56-59。于是林奇接下来向他们引荐了《橡皮头》，这个故事是根据一个白日梦改编，梦中一名男子的头被一个小男孩带到铅笔工厂。美国影艺协会的多位董事会成员仍然反对制作一部如此超现实主义风格的作品，但在院长丹尼尔·弗兰克（Frank Daniel）以辞职相要胁之下还是批准了项目:59-60。林奇还是电影系学生时阅读了弗朗茨·卡夫卡1915年的小说《变形记》和尼古拉·瓦西里耶维奇·果戈里1836年的短篇故事《鼻子》（The Nose），这两部作品都对《橡皮头》的剧本产生了很大影响:54。
有观点认为林奇对父职的恐惧是剧本灵感的一个来源，他的女儿詹妮弗·林奇（Jennifer Lynch）一出生就患有“严重的杵状足”，童年时就需要做大量的矫正手术:87。詹妮弗曾声称，自己出生时就有的缺陷和意外怀孕经历都是这部电影主题的基础:87。影片的基调也体现出林奇在费城一个混乱街区生活的经历，他与家人在这种“暴力、仇恨和肮脏”的氛围下生活了五个年头:51。这片地区犯罪猖獗，是《橡皮头》中惨淡城市背景的灵感来源。林奇曾在谈及这段时间生活时表示：“我在费城看到过许多无法相信的事……我看到过一个成年女子抓住自己的乳房撒娇，抱怨说自己的乳头受了伤。这种事情会让你望而却步”。影评人格雷格·奥尔森（Greg Olson）在自己的著作《大卫·林奇：美丽的黑暗》（David Lynch: Beautiful Dark）中认定，这一时期与导演在太平洋西北地区的童年时代形成鲜明对比，让林奇对美国有了一种“两极化、天堂和地狱共存”的看法，这一看法后来也在他的电影中得到体现:51。
电影的初步演员选择工作于1971年开始，杰西·南斯很快就获选出演男主角。但是，美国影艺协会的工作人员低估了项目的规模，他们起初给予《橡皮头》拍摄许可时看到的剧本为21页，估计每页都会像电影业常见的那样拍成一分钟长的影片，这样整部电影就只有约20分钟长。这一误解加上林奇一丝不苟的导演方式，导致影片在连续多年时间里都处于制作阶段。:27以这种日程延误上的一个极端情况为例，片中有一个镜头以南斯的角色打开房门开始，但到拍摄他走进房间时实际上已经过去一整年。不过，南斯的表现非常敬业，他在这部电影拍摄期间一直保留着自己角色那种非正统的发型。:27-28

### 拍摄
杰克·菲斯克是林奇儿时的朋友，他和妻子茜茜·斯派塞克一直定期给予林奇捐助，正是靠着这些捐助，《橡皮头》的制作才得以持续，但也经历了多年时间:28。南斯的太太凯瑟琳·库尔森（Catherine E. Coulson）是位女招待，她也把收入捐了出来:67，林奇自己则在整个主体拍摄期间送报纸攒钱用于电影制作:60。影片拍摄期间有过多次停滞，林奇于是利用美国影艺协会打算在大批量采购新胶片前先进行测试之机拍摄了短片《被截肢者》（The Amputee）:28-29。库尔森主演了这部短片，她还会在《橡皮头》中作为技术人员继续与林奇合作:28-29。《橡皮头》的剧组规模非常小，除林奇外，只有音效设计师阿兰·斯普里特、制片经理兼道具技师多琳·斯莫尔（Doreen Small）、摄影师赫伯特·卡德威尔以及身兼多职的库尔森，卡德威尔在电影制作期间去世，因此他的工作由弗雷德里克·埃姆斯接手:55。

有推测认为片中斯宾塞的孩子类似外星人的躯体可能是林奇用一只兔子制作的

用于表现电影中畸形儿所采用的物理特效一直秘而不宣。林奇还蒙上处理样片放映员的眼睛，以免泄露道具的秘密，他在之后接受采访时也拒绝对这些特效进行探讨:242-243。南斯给这个道具起了个叫“斯派克”（Spike）的绰号，道具由多个工作部件组成，它的脖子、眼睛和嘴都能够单独活动:35-36。林奇对这个道具的说明也很神秘，有时说“它在附近出生”，有时又说“可能它是被人找到的”:54。《卫报》的约翰·帕特森（John Patterson）曾猜测，这个道具可能是由一只剥了皮的兔子或是羊的胚胎制成。还有评论认为本片中的畸形儿是林奇之后多部电影中重要元素的前身，例如1980年《象人》中约瑟夫·梅里克的化妆、以及1984年电影《沙丘》中的沙虫。
电影拍摄期间，林奇还开始尝试一种录制对白的技术，将录得的音频反转，产生台词发音倒退的效果。这一技术没有在本片中采用，但林奇有在自己1990年制作的电视剧集《双峰》第3集《第二集》（Episode 2）中使用:165-167。林奇还在本片制作期间对超觉静坐产生兴趣，并且戒掉了烟和酒，开始接受素食:72。

### 后期制作
本片的音效设计由林奇与阿兰·斯普里特合作完成。两人将工作室用隔音设施笼罩起来，然后在这里花了近一年时候制作并剪辑电影所需要的音响效果。电影的声音分有密集的层次，包括多达15种不同的声音通过多卷音轨同时播放:234。声音的制作采用了多种方式，以片中一张床逐渐溶解成液体的镜头为例，林奇和斯普里特把话筒装到塑料瓶里，再把塑料瓶放入浴缸漂浮，录制下其中的声音。这些声音经录制后还会通过调整音高、混响和频率来进一步增强:234-235。
电影的试映反响欠佳，林奇认为这应该是由于电影音轨的音量过高所致，他剪掉了20分钟的内容，将电影片长定在89分钟:235。这些剪掉的内容包括库尔森扮演婴儿的助产士，还有一名男子用汽车电瓶拷打两个女人（其中一个女人也是由库尔森扮演），以及斯宾塞玩弄一只死猫的镜头:34。

## 原声带
1982年，IRS唱片发行了《橡皮头》的原声带唱片。唱片中一共包含两首曲目，一首是胖子华勒创作的管风琴音乐，另一首则是彼得·艾弗斯（Peter Ivers）专为电影创作的歌曲《在天堂》（In Heaven）。2012年8月7日，圣骨唱片重新发行了唱片，但一共只限量压制了1500张。这张专辑一直被视为对黑暗氛围音乐风格的预示，干草耙媒体的马克·理查德森（Mark Richardson）认为其中对背景噪音和非音乐部分的呈现就象是“音轨（这两个字）的字面含义”（即就像“声音的轨道”）。
| 曲序     | 曲目     | 词曲                                  | 时长  |
| -------- | -------- | ------------------------------------- | ----- |
| 1.       |          | 大卫·林奇、彼得·艾弗斯、胖子华勒      | 19:29 |
| 2.       |          | 大卫·林奇、阿兰·斯普里特、彼得·艾弗斯 | 18:18 |
| 总时长： | 总时长： | 总时长：                              | 37:47 |

## 主题
有评论认为，《橡皮头》的音效设计是电影决定性的要素。虽然电影中有多个标志性的视觉场面——如畸形的婴儿，蔓生的工业城市面貌——但这场镜头都有相应的音效配合，例如婴儿就伴随着永不止歇但有气无力的哭泣，工业城市背景总是搭配着令人回味的听觉景观。电影中包含多种持续存在的工业声音，这样每个镜头就都有低层级的背景噪音。这样的声音推动了一种“存在威胁”并且“令人不安”的气氛，大卫·芬奇1995年的惊悚片《七宗罪》和科恩兄弟1991年的喜剧片《巴顿芬克》都模仿了这一做法。詹姆斯·维尔兹比基（James Wierzbicki）在自己的著作《音乐、音效和电影制作人：电影中的声波风格》（Music, Sound and Filmmakers: Sonic Style in Cinema）中指出，这种持续存在的低层级噪音可能是亨利·斯宾塞想象的产物，他形容电影的声音就像“对梦想和现实之间差异的无情疏忽”。从这部影片开始，林奇的多部作品都有着将梦境与叙事性音乐联系起来的趋势，例如斯宾器就梦见散热器中的女人向自己演唱《在天堂》。《双峰》的《第二集》里有人物从自己梦境的音乐中寻找思路的内容；1986年的《蓝丝绒》也对洛伊·奥比森（Roy Orbison）的歌曲《在梦里》进行了类似处理。
评论中也有指出电影存在强烈的性主题。电影开场就有着类似精子的形象出现，然后又将亨利·斯宾塞描述成对性既着迷、又恐惧的人物。类似精子的生物形象在电影与性有关的镜头中反复出现，包括斯宾塞的畸形儿。散热器中的女子本有一副“邻家女孩”般的外型，但她在唱歌时完全抛弃了这种形象，狠狠地踩踏类似于斯宾塞孩子的精子型生物，并且积极迎合他的目光。:32大卫·斯考尔（David J. Skal）在著作《怪物展：恐怖的文化史》（The Monster Show: A Cultural History of Horror）中形容本片把“人类的繁衍描绘得仿佛凄凉的怪胎展，是一种只会受到诅咒的行为”。斯考尔还认为，散热器中的女人前后截然不同的行为说明她“迫切渴望一位看不见观众的认可”。马克·阿林·斯图尔特（Mark Allyn Stewart）在著作《大卫·林奇解码》（David Lynch Decoded）中表示，散热器中的女人实际上是斯宾塞的潜意识，是他想要杀死自己孩子的欲望的表现，所以这个女人会在他的确杀了孩子后拥抱自己，仿佛是在安慰他，所做的事情是正确的。
从人物本身来说，斯宾塞被解读成彻底的普通人，茫然的表情、朴素的衣着，都让他只是个简单的原型角色:62。斯宾塞在整部电影里的表现都属于和平主义宿命派，行事低调被动，面对身边展开的各种事情从不积极行动夺取主控地位。这种被动式的行为模式与电影高潮段落形成对比，他杀死婴儿的行为正是受到自己一直被主宰、被控制的一生所驱动。影评人科林·奥德尔和米歇尔·勒布朗认为，斯宾塞这种不活跃的行为模式正是林奇1983到1992年间连环漫画《世界上最愤怒的狗》（The Angriest Dog in the World）的前兆。:33

## 发行

### 票房
1977年3月19日，《橡皮头》在洛杉矶的电影节首映:215。影片开映当晚有25人到场观看，次日晚上则有24名观众。不过，天秤影业国际总裁本·巴伦霍兹（Ben Barenholtz）说服当地一家名叫电影院新村的剧院安排本片在午夜场放映，并在这里持续播映了一年。此后又在纽约的韦弗利电影院放映了99个星期，还于1978到1979年在旧金山的罗西戏院放映了一年的午夜场，并且从1978到1981年间在洛杉矶的诺尔特影院放映了三年之久:220。影片在商业上获得了成功，在美国一共收入700万美元。《橡皮头》还有在1978年伦敦电影节和1986年特柳赖德电影节放映。

### 家用媒体
1982年8月7日，哥伦比亚电影公司发行了《橡皮头》的录像带。2009年8月1日，电影的通过雨伞娱乐公司在澳大利亚发行，该公司之后又在2012年5月9日发布了电影的蓝光影碟。雨伞娱乐发行的影碟中包括时长85分钟的电影制作花絮。此外，环球影业、颠覆性娱乐和）娱乐分别在2001、2006和2008年发布了电影的，标准收藏计划于2014年9月发行影片的和蓝光影碟。

## 反响
《橡皮头》上映后，《综艺》对其评价不佳，称电影“令人作呕”、“品味低劣”。评论中对这部电影经过长时间的酝酿表示难以置信，还形容其结局令人无法观看。《纽约时报》的汤姆·巴克利（Tom Buckley）将本片与林奇的下一部作品《象人》（The Elephant Man）对比，认为后者制作精良、演员表演出色，但《橡皮头》没能做到这两点。巴克利称本片“昏昏沉沉、自命不凡”，觉得电影的恐怖仅仅源于畸形儿的形象，而非剧本和演出。《大西洋》（The Atlantic）的劳埃德·罗斯（Lloyd Rose）在1984年撰文称，《橡皮头》证明林奇是“电影行业最纯粹的超现实主义者之一”。罗斯认为电影有着强烈的个性，与之前的超现实主义电影，如路易斯·布努埃尔1929年的《一条安达鲁狗》或1930年的《黄金时代》（L'Age d'Or）都不一样，林奇的想象“不会通过他的电影主动接触我们，（而是）我们沉入到它们（他的电影和想象）中去”。迈克尔·威尔明顿（Michael Wilmington）于1983年在《芝加哥论坛报》上称本片是一部独一无二的电影，觉得这部电影的“强度”和“噩梦清晰度”都是林奇在创作过程中关注细节的结果，尤其是他在影片制作过程中还同时身兼那么多不同岗位工作的情况下。影评人乔纳森·罗森鲍姆（Jonathan Rosenbaum）在1995年的文章《坏主意：双峰的艺术和政治》（Bad Ideas: The Art and Politics of Twin Peaks）中称，《橡皮头》代表着林奇最优秀的作品。他觉得这位导演的艺术天份随着知名度的增加而有所下降，并援引当时林奇最新的作品《我心狂野》（Wild at Heart，1990年）作为这种天份下降的明证，称“即使是对《橡皮头》和《我心狂野》进行最粗略的对比也会发现，艺术（品质）的下跌是如此之快，以致于实在难以想象两部影片是出于同一人之手”。
21世纪后，电影获得了普遍的好评。根据烂番茄上收集的45篇评论文章，其中有41篇给出了“新鲜”的正面评价，“新鲜度”为91%，平均得分8.2（最高10分），网站上的评论共识这样写道：“大卫·林奇的超现实主义电影《橡皮头》通过使用细致的视觉效果和令人毛骨悚然的音乐，对一个男人为人父母的恐惧进行了怪异而令人不安的描绘”。《帝国》杂志的史蒂夫·比尔德（Steve Beard）给予本片五星的高度评价（最高五星），认为影片“远比（林奇）之后在好莱坞的作品更激进，更让人享受”，并特别称赞了其中将超现实主义肉体恐怖和黑色喜剧相结合的处理方式。英国广播公司的奥尔马尔·哈弗里达森（Almar Haflidason）对电影的评价为三星（最高五星），认为与林奇之后的标准相比，本片算是一次“不起眼的壮举”。哈弗里达森认为，影片把一堆略有关联的理念集结在一起，「采用了如此之多的超现实主义意像，因而拥有着无限可能，让每个人都可以把自己的理论套用其中」，他对本片的主题理解是，电影代表了对个人承诺的恐惧，并且“性欲在其中暗流涌动”。的一篇评论给予《橡皮头》五星评价（最高五星），形容影片“时而优美、时而讨厌、时而风趣、时而可气......但始终带有让人紧张的能量”。这篇评论中还认为，《橡皮头》和当时已经上映的大部分电影都截然不同，只与路易斯·布努埃尔和萨尔瓦多·达利合作的作品类似；不过，林奇表示自己在制作本片前没有看过这两位电影人的任何作品。《乡村之声》（The Village Voice）的内森·李称赞了片中采用的音效，称“（单）看这部电影没有任何意义——（你）必须还得听”。他形容电影的音效听起来就像一个身材高大的人在吃了迷幻药后把一个星系的贝壳都堆到耳边来听。
《卫报》的彼得·布拉德肖（Peter Bradshaw）同样赞赏了这部电影，给予五星的高度评价（最高五星）。布拉德肖认为这是一部美丽的影片，形容其音效设计如同“工业性的呻吟，仿佛电影是在某个倒塌的工厂或是巨大的垂死生物中拍摄一般”。他还着重指出了电影的肉体恐怖元素，将其与雷德利·斯科特1979年的《异形》对比。的基思·菲普斯（Keith Phipps）给予本片四星评分（最高五星），他也强调了影片令人不安的音效设计，称其是“一个开放式的隐喻”。他还感觉，《橡皮头》中导演表现出来的种种痴迷将会伴随他的整个职业生涯，他也相信，这种电影的超现实主义风格有助于增强对导演之后作品的理解。导演马克·埃文斯（Marc Evans）在《每日电讯报》上撰文称赞了本片的音效设计和林奇“让普通看起来如此古怪”的能力，觉得这部电影是自己执导影片的灵感来源。该报还刊登了另一篇评论，将《橡皮头》与爱尔兰剧作家萨缪尔·贝克特的作品相比，形容影片是对家庭生活的一次混乱模仿。《纽约时报》的马诺拉·达吉斯（Manohla Dargis）认为影片更像是超现实主义的集合，而不是一个简单的故事，他还觉得影片的画面让人想到弗兰西斯·培根的画作和乔治·弗朗叙（Georges Franju）1949年的纪录片《野兽之血》（Blood of the Beasts）。网站的菲尔·霍尔（Phil Hall）称《橡皮头》是林奇最优秀的电影，认为这位导演之后的作品都没有达到本片的高度。霍尔特别指出，电影的声音方面表现，以及南斯那种“卓别林式”的形体喜剧演出，都是电影中表现突出的元素。

## 影响
2004年，《橡皮头》因其在“文化、历史和审美方面的显著成就”，由美国国会图书馆列入国家电影登记部下属的国家电影登记表保护电影名单。影片是2005年纪录片《午夜电影史》（Midnight Movies: From the Margin to the Mainstream）的主题之一，其中讲述了20世纪60年代末到70年代午夜场电影的兴起，林奇为此接受了一系列的采访。纪录片中把午夜场电影的出现和兴起归功于6部电影，除本片外，另外5部分别是《活死人之夜》、《鼹鼠》（El Topo）、《粉红色的火烈鸟》、《不速之客》（The Harder They Come）和《洛基恐怖秀》（The Rocky Horror Picture Show）。2010年，在线影评人协会编制了一份名单，列出100部最优秀的导演处女作。《橡皮头》在其中名列第二，仅次于奥逊·威尔斯1941年的《公民凯恩》。
林奇还会在之后的电影中与《橡皮头》的大部分演员和剧组人员合作。弗雷德里克·埃姆斯之后将担任《蓝丝绒》:53、1988年的短片《牛仔与法国人》（The Cowboy and the Frenchman），以及《我心狂野》的摄影师:62-63。阿兰·斯普里特将担任《象人》、《沙丘》和《蓝丝绒》的音效设计师。杰克·菲斯克曾担任过林奇1992年的电视剧集《直播》（On the Air）中几集节目的导演:87，还曾在1999年的《史崔特先生的故事》（The Straight Story）和2001年的《穆赫兰大道》中担任艺术指导设计师。库尔森和南斯都曾参加《双峰》:69、《沙丘》:46、《蓝丝绒》:53、《我心狂野》:63以及1997年电影《妖夜慌踪》（Lost Highway）的演出:95。
《橡皮头》上映后，林奇试图为自己下一个项目《火箭罗尼》（Ronnie Rocket）寻求资金，该片讲述“有关电力和一个红头发并且长着三条腿的家伙”的故事:91。林奇在此期间见到了电影制片人斯图尔特·康菲尔德（Stuart Cornfeld），后者很喜欢《橡皮头》，并且也有兴趣制作《火箭罗尼》。康菲尔德当时为梅尔·布鲁克斯和布鲁克斯影业工作，之后林奇和康菲尔德都意识到《火箭罗尼》不大可能筹集到拍摄所需资金，于是林奇请康菲尔德找一些已经写好的剧本，自己想挑选一个来作为下一个项目，康菲尔德找了4个感觉林奇会有兴趣的剧本，最后导演选择的是《象人》:92。
制作《象人》期间，林奇见到了导演斯坦利·库布里克，库布里克向他透露，《橡皮头》是自己最喜欢的电影，该片还对库布里克1980年的作品《闪灵》产生了影响，据报道称，他曾向该片的演员和剧组成员放映《橡皮头》，让他们了解自己希望《闪灵》表现出的意境。《橡皮头》还对日本电影人冢本晋也1989年的惊悚片《铁男1：金属兽》（鉄男：Tetsuo）、1990年的实验性恐怖片《受生》，以及戴伦·艾洛诺夫斯基1998年的导演处女作《死亡密码》（π）构成了影响。瑞士超现实主义艺术家H·R·吉格尔称《橡皮头》是他“所看过最伟大的电影之一”，还称该片比他自己的作品更接近他的设想。据吉格尔称，林奇曾拒绝在《沙丘》中与他合作，因为这位导演觉得吉格尔“窃取了他的理念”。